# Hidrocefàlia normotensiva
La hidrocefàlia normotensiva (HNT) o hidrocefàlia de pressió normal, o hidrocefàlia crònica de l'adult és una forma d'hidrocefàlia comunicant en què es produeix un excés de líquid cefalorraquidi (LCR) als ventricles i amb una pressió de líquid cefalorraquidi normal o lleugerament elevada. A mesura que el líquid s'acumula, fa que els ventricles s'engrandeixin i que augmenti la pressió dins del cap, comprimint el teixit cerebral circumdant i provocant complicacions neurològiques. La malaltia es presenta en una triada clàssica de símptomes, que són la incontinència urinària, la demència i trastorn de la marxa. La malaltia va ser descrita per primera vegada per Salomón Hakim i Adams el 1965.
El tractament consisteix en la col·locació quirúrgica d'una derivació ventriculoperitoneal per drenar l'excés de LCR a la cavitat peritonial, on finalment s'absorbirà el LCR. L'HNT sovint es diagnostica malament com a malaltia de Parkinson (a causa de la marxa) o la malaltia d'Alzheimer (a causa d'una disfunció cognitiva).

## Història
La hidrocefàlia normotensiva, va ser descrita el 1965 per Adams i Hakim.
Descrita originalment el 1965 per Hakim, neurocirurgià colombià.

## Clínica
La malaltia es manifesta per deterioració intel·lectual i comportamental progressiu (demència), trastorn de la marxa i incontinència urinària i fecal. La suma d'alteració de la marxa, incontinència urinària i demència es denomina tríada de Hakim.

## Etiologia
S'atribueix el quadre a la no reabsorció de líquid cefalorraquidi, contingut a l'espai subaracnoidal, d'acord amb les teories de Hakim.
Té dues etiologies: primària o idiopàtica i secundària, que pot ser causada per meningitis, hemorràgia subaracnoidal, trauma cranioencefàlic, post cirurgia cerebral, malaltia de Paget o cisticercosi, entre d'altres.

## Diagnòstic
Els criteris internacionals de diagnòstic basats en evidències d'HNT primària són:
- Aparició gradual després dels 40 anys, durada dels símptomes ≥ 3-6 mesos, evidència clínica de deteriorament de la marxa o de l'equilibri i deteriorament de la incontinència urinària o cognitiva.
- Es necessiten imatges de ressonància magnètica (RM) o tomografia computada (TC) per demostrar ventricles augmentats i cap obstrucció macroscòpica al flux de líquid cefalorraquidi. La imatge hauria de mostrar una ampliació a almenys una de les banyes temporals dels ventricles laterals, i un pinçament contra la falç del cervell amb un angle del cos callós ≤ 90° al pla coronal; l'anterior mostra evidències d'alteració del contingut d'aigua del cervell, o del flux actiu normal cap a l'aqüeducte del mesencèfal i quart ventricle.

|                                                                                              |                                                              |                                                                             |
|                                                                                              | Hidrocefàlia normotensiva                                    | Atròfia cerebral                                                            |
| Projecció preferible                                                                         | Pla coronal al nivell de la comissura posterior del cervell. | Pla coronal al nivell de la comissura posterior del cervell.                |
| Modalitat en aquest exemple                                                                  | TC                                                           | RM                                                                          |
| Espai pel LCR sobre la convexitat a prop del vèrtex (el·lipse vermella )                     | Vèrtex i cisternes medials reduïdes                          | Vèrtex (fletxa vermella) i cisternes medials (fletxa verda) engrandides     |
| Angle del cos callós (blau V)                                                                | Angle agut                                                   | Angle obtús                                                                 |
| Causa més probable de leucoaraiosi (alteracions del senyal periventricular, fletxes blaves ) | Diapedesi del líquid cefalorraquidi                          | Encefalopatia vascular, en aquest cas suggerida per un trastorn unilateral. |

## Tractament
El tractament més utilitzat és la col·locació d'una vàlvula de derivació ventriculoperitoneal.